# Rafael Leónidas Felipe y Núñez
Rafael Leónidas Felipe y Núñez (Villa Tapia, Hermanas Mirabal, 12 de septiembre de 1938) es un obispo católico dominicano. Es obispo emérito de Barahona.

## Biografía
Rafael Leónidas Felipe y Núñez nació el 12 de septiembre del 1938, en El Coco, Villa Tapia, provincia Hermanas Mirabal, República Dominicana. Hijo de Rafael Honorio Felipe y de Celina Núñez de Felipe.
Sus estudios primarios los realizó en las escuelas de las Guázumas, Villa Tapia y Salcedo. Ingresó al Seminario Pontificio Santo Tomás de Aquino en 1952, donde realizó el bachillerato, tres años de filosofía y cuatro años de teología.
El 25 de marzo de 1965 fue ordenado presbítero, en la Catedral Primada de América, con incardinación en la Diócesis de Santiago de los Caballeros, junto con su predecesor como obispo de Barahona, Mons. Fabio Mamerto Rivas Santos, en el contexto del IV Congreso Mariológico y Mariano Internacional de Santo Domingo, por el arzobispo de Caracas, el cardenal José Humberto Quintero.
Entre las responsabilidades pastorales que ha tenido, están:
- Vicario parroquial en la Parroquia San Isidro, Luperón
- Formador del Seminario Menor San Pío X
- Rector del Seminario Menor San Pío X (1972-1978)
- Párroco de la Catedral Santa Cruz de Mao (1978-1981)
- Formador del Seminario Pontificio Santo Tomás de Aquino
- Rector del Seminario Pontificio Santo Tomás de Aquino (1982-1985)
- Párroco de la Parroquia Nuestra Señora del Perpetuo Socorro, Puerto Plata (1985-1990)
- Profesor y Director Espiritual del Seminario Pontificio Santo Tomás de Aquino (1988-1990)
- Director nacional de las Obras Misionales Pontificias (1990-2000)
- Párroco de la Parroquia San Rafael de Tamboril (1994-1997)
- Vicario general de Pastoral y párroco de la Parroquia Santa Ana, Santiago de los Caballeros (1997-1999)

Hizo una especialidad en Pastoral Juvenil en la Pontificia Universidad Javeriana de Bogotá. También ha realizado diplomados en Liturgia, Pastoral Vocacional y Formación para Seminarios Mayores.
El 7 de diciembre de 1999 el papa Juan Pablo II lo nombró segundo obispo de la Diócesis de Barahona en sustutición de Mons.Fabio Mamerto Rivas Santos . Recibió la consagración episcopal el 22 de enero de 2000, en Barahona, y el mismo día tomó posesión de su diócesis. 
El 28 de septiembre de 2010 fue homenajeado por parte del Senado de la República, por su extraordinaria labor pastoral desarrollada durante los últimos 34 años en pro del crecimiento espiritual, la paz social y el bienestar colectivo de millares de hombres y mujeres de la región Enriquillo.
El 23 de febrero de 2015 el papa Francisco le aceptó la renuncia presentada por motivos de edad conforme al Derecho Canónico como obispo de Barahona. Le sucedió en el gobierno pastoral Mons. Andrés Napoleón Romero Cárdenas.
El 10 de septiembre de 2016 el papa Francisco lo nombró Administrador Apostólico Sede Vacante de la Diócesis de San Pedro de Macorís, restituyéndole los derechos y deberes de los obispos diocesanos conforme al Derecho Canónico por el traslado de Mons. Francisco Ozoria Acosta a la sede primada de Santo Domingo. Su administración terminó con el nombramiento de Santiago Rodríguez Rodríguez como segundo obispo de dicha diócesis.